# Площанська волость
Площанська волость — історична адміністративно-територіальна одиниця Полтавського повіту Полтавської губернії з центром у селі Плоске.
Станом на 1885 рік складалася з 25 поселень, 11 сільських громад. Населення — 4320 осіб (2190 чоловічої статі та 2130 — жіночої), 739 дворових господарств.
|                     | Площа, десятин | У тому числі орної, десятин |
| ------------------- | -------------- | --------------------------- |
| Сільських громад    | 4151           | 3141                        |
| Приватної власності | 4173           | 3917                        |
| Іншої власності     | 39             | 35                          |
| Загалом             | 8363           | 7093                        |

Основне поселення волості:
- Плоске — колишнє власницьке село при річці Полузір'я за 28 верст від повітового міста, 762 особи, 135 дворів, православна церква, постоялий будинок, 2 лавки.

Старшинами волості були:
- 1900 року козак Тимофій Федорович Волк[2];
- 1903 року козак Семен Ілліч Шостя[3];
- 1904 року козак Іван Семенович Гергель[4];
- 1913—1915 роках козак Федір Іванович Ковінько[5],[6],[7].